# Haworthia mirabilis var. paradoxa
Haworthia mirabilis var. paradoxa és una varietat de Haworthia mirabilis del gènere Haworthia de la subfamília de les asfodelòidies.

## Descripció
Haworthia mirabilis var. paradoxa, és una suculenta sense tija i prolifera lentament de fins a 8 cm de diàmetre. Les fulles són a les puntes translúcides i revestides d'espines als marges. El color és verd marronós a plena llum del sol. A la natura, les espècies romanen solitàries, en el cultiu lentament fa fillols.

## Distribució i hàbitat
Aquesta varietat creix a la província sud-africana del Cap Occidental, concretament només és coneguda a les rodalies de Vermaaklikheid on aquí sembla que s'associa amb les calcàries. És molt similar tant vegetativament com la forma floral a H. wimii i H. breueri.

## Taxonomia
Haworthia mirabilis var. paradoxa va ser descrita per (Poelln.) M.B.Bayer i publicat a Aloe 34: 6, a l'any 1997.
Etimologia
Haworthia: nom en honor del botànic britànic Adrian Hardy Haworth (1767-1833).
mirabilis: epítet llatí que significa "meravellós".
var. paradoxa: epítet llatí d'origen grec que significa "al contrari de les expectatives, paradoxal".
Sinonímia
- Haworthia paradoxa Poelln., Repert. Spec. Nov. Regni Veg. 33: 240 (1933). (Basiònim/Sinònim substituït)
- Haworthia magnifica var. paradoxa (Poelln.) M.B.Bayer, Natl. Cact. Succ. J. 32: 18 (1977), pàgina del basiònim incorrecta.[6]